# Coral Amiga
Coral Amiga (geb. in London) ist eine britische Schauspielerin, Drehbuchautorin und Regisseurin.
Coral Amiga wurde durch ihre erste Rolle als Vorena die Ältere in der Fernsehserie Rom bekannt, wo sie die Tochter des römischen Centurio Lucius Vorenus spielte. 2009 spielte sie die Hauptrolle in dem Film The Sexton’s Wife. Ab 2014 trat sie als Drehbuchautorin, ab 2019 auch als Regisseurin in Erscheinung.

## Filmografie
- 2005–2007: Rom (Rome, Fernsehserie, 19 Folgen)
- 2009: The Sexton’s Wife
- 2012: Dead Europe
- 2013: Southcliffe (Miniserie, eine Folge)
- 2019: Bored (Fernsehfilm; Drehbuch)
- 2022: Bite Size Halloween (Regie, Drehbuch)